# Retrato de Lorenzo Cybo
El Retrato de Lorenzo Cybo es una pintura al óleo sobre tabla (126 cm x 104 cm) de Parmigianino, de 1524 y conservada en la Galería Nacional de Dinamarca de Copenhague.

## Historia
La pintura es mencionada por Vasari entre aquellas ejecutadas por Parmigianino durante su estancia en Roma: "el señor Lorenzo Cibo, capitán de la guardia del papa y bellísimo hombre, se hizo retratar por Francesco; el cual se puede decir que no le retrató, sino que le hizo de carne y vivo". Lorenzo Cybo era un importante personaje de la corte papal, comandante de la guardia papal y hermano del cardenal Inocencio, y aparece retratado a la edad de veintitrés/veinticuatro años, como aclara también la inscripción abajo a la derecha: "Laurentius Cybo Marchio Masa atque Comes Ferentilli anno M.D.XXIII". La fecha 1523 en verdad está considerada un descuido de quien añadió la inscripción, ya que aquel año Parmigianino todavía estaba en la Emilia. Quizás la inscripción se puso para recordar los títulos de Cybo y la fecha de su traslado a Roma en ocasión de la elección de Clemente VII, pariente suyo por parte de madre.
La pintura se conoce desde 1749 cuando se encontraba en la colección del cardenal Silvio Valenti Gonzaga, de hecho está incluida en el cuadro que representa la pinacoteca de Giovanni Paolo Pannini. La colección completa se vendió en Ámsterdam en 1763 y en esa ocasión terminó en Dinamarca donde se encuentra todavía.
Se  conocen varias copias, entre ellas una en la Universidad de Columbia de Nueva York anteriormente de la condesa Frenfanelli Cybo.

## Descripción y estilo
El militar aparece erguido, junto a un paje que sostiene su espada, sobre cuya empuñadura apoya la mano derecha, mientras la izquierda está sobre la petaca militar colgada al cinturón. Viste un elegante traje de color rosado decorado con cortes, según la moda más elegante de la época, sobre la camisa blanca bordada de oro en cuello y puños y bajo una casaca negra sin mangas. Lleva un sombrero bermellón con pluma y cortado a lo largo del ala, igual al del Retrato de Galeazzo Sanvitale. La barba es larga, los cabellos cortos y rizados, la mirada intensa y dirigida al espectador. Ante él, sobre un parapeto, el paje sostiene sus guantes y una bandeja sobre la cual se encuentran dos medallas de bronce y un dado, quizás alusión al "juego del destino" y a sus intereses coleccionistas en el campo artístico. Detrás se encuentra una balaustrada más allá de la cual una pérgola está invadida por un denso follaje. 
Estilísticamente la obra se parece al Retrato de Galeazzo Sanvitale y al San Vital a caballo de la iglesia de San Juan Evangelista de Parma, y se observan varias influencias, como la de Pordenone en la figura del paje. Tal proximidad con las obras inmediatamente anteriores a la estancia romana la convierten quizás en la primera obra pintada en Roma, antes de que el conocimiento de los trabajos de Miguel Ángel y Rafael desencadenaran una nueva influencia.